# Potok spod Kopy
Potok spod Kopy, błędnie Napoje (słow. Napájadlový potok, niem. Tränkenbach, węg. Itatópatak) – potok płynący Doliną Przednich Koperszadów w słowackich Tatrach. Jest głównym ciekiem wodnym tej doliny. Źródło potoku znajduje się poniżej Przełęczy pod Kopą. Płynie na południowy wschód przez Bielską Rówień, dnem Doliny Przednich Koperszadów w kierunku środkowych partii Doliny Kieżmarskiej. Łączy się z Zielonym Potokiem Kieżmarskim (płynącym Doliną Kieżmarską z Zielonego Stawu Kieżmarskiego) na wysokości ok. 1320 m n.p.m. i razem tworzą największy strumień Doliny Kieżmarskiej – Białą Wodę Kieżmarską.
Nazwa potoku pochodzi od Bielskiej Kopy (oddzielającej Dolinę Przednich Koperszadów od Doliny Białych Stawów), pod którą ma swoje źródła. 

## Szlaki turystyczne
Czasy przejścia podane na podstawie mapy.
  – dolnym skrajem doliny prowadzi górny odcinek zielonego szlaku z Tatrzańskiej Kotliny nad Wielki Biały Staw w Dolinie Białych Stawów (przecina Potok spod Kopy). Czas przejścia całego szlaku: 3:10 h, ↓ 2:20 h
  – niebieski szlak z Matlar przez Rzeżuchową Polanę do Doliny Białego Stawu nad Wielki Biały Staw (przecina Potok spod Kopy) i stamtąd przez Wyżnią Przełęcz pod Kopą na Przełęcz pod Kopą.
- Czas przejścia z Matlar nad Wielki Biały Staw: 3:30 h, ↓ 2:45 h
- Czas przejścia znad stawu na Przełęcz pod Kopą: 45 min, ↓ 35 min